# Речник страха (лексикон, 2014)
Речник страха је лексикон појмова везаних за свет страве и ужаса, од праисторије до данас. Аутор је београдска књижевница и критичарка Тамара Лујак. Књигу је објавило Друштво за афирмацију културе „Пресинг“, Младеновац, 2014. године.
Осим појмова везаних за етнологију и митологију, књига доноси и оне везане за популарну културу, са примерима из савременог филмског, стрипског и музичког стваралаштва.
Слободан Ивков, књижевни критичар београдског листа Блиц, оценио је лексикон позитивно, закључујући да „нема много оваквих књига“, те да је књига од интереса и за ширу публику него што су љубитељи жанра страве и ужаса.
Ову књигу треба разликовати од истоименог лексикона Речник страха др Љубомира Ерића, која исту тему обрађује са психијатријског становишта („Архипелаг“, Београд, 2007).